# Kaori Iwabuchi
Pour les articles homonymes, voir Iwabuchi.
Kaori Iwabuchi (岩渕 香里, Iwabuchi Kaori) est une sauteuse à ski japonaise, née le 28 avril 1993 à Ueda.  

## Carrière
Elle commence sa carrière en Coupe continentale en 2009. En 2012, elle est championne du monde junior par équipes alors qu'elle vient de disputer ses premières épreuves en Coupe du monde dont l'une d'entre s'est soldée par une septième place, premier top dix en carrière. La saison suivante, Kaori Iwabuchi ne concourt pas et revient seulement pour la saison 2013-2014, où elle compte un top dix au Mont Zaō.
Elle prend part à ses premiers championnats du monde en 2015, se classant 36e. En 2016, elle signe son meilleur résultat individuel en Coupe du monde avec une sixième place à Lahti. Aux Championnats du monde 2017, elle se classe onzième de la compétition individuelle.
En décembre 2017, elle remporte l'épreuve par équipes à Hinterzarten, puis celle au Mont Zaō, avant de prendre part aux Jeux olympiques à Pyeongchang, où elle est douzième. Dans la Coupe du monde, elle réalise son meilleur bilan au classement général avec le seizième rang cet hiver.

## Palmarès

### Jeux olympiques
| Épreuve / Édition | Pyeongchang 2018 |
| Individuel        | 12e              |

### Championnats du monde
| Épreuve / Édition | Falun 2015                       | Lahti 2017                       | Seefeld 2019 |
| Individuel        | 36e                              | 11e                              |              |
| Par équipes       | Épreuve inexistante à cette date | Épreuve inexistante à cette date | 6e           |

### Coupe du monde
- Meilleur classement général : 16e en 2018.
- Meilleur résultat individuel : 6e.
- 3 podiums en épreuves par équipes : 2 victoires et 1 troisième place.

#### Classements généraux annuels
| Année | Rang |
| 2012  | 23e  |
| 2014  | 31e  |
| 2015  | 26e  |
| 2016  | 22e  |
| 2017  | 18e  |
| 2018  | 16e  |
| 2019  | 27e  |
| 2020  | 34e  |
| 2021  | 31e  |

### Championnats du monde junior
- Médaille d'or par équipes à Erzurum en 2012.

### Coupe continentale
- 2 podiums.

Palmarès à l'issue de la saison 2018-2019